# Brachypterus globularius
Brachypterus globularius är en skalbaggsart som beskrevs av Murray 1864. Brachypterus globularius ingår i släktet Brachypterus och familjen kullerglansbaggar. Inga underarter finns listade i Catalogue of Life.